# Нелидово
Нелидово (на руски: Нелидово) е град в Русия, административен център на Нелидовски район, Тверска област. Населението на града към 1 януари 2018 година е 18 883 души.